# Šmartno v Rožni dolini
Šmártno v Róžni dolíni  je naselje ob severnem delu Celja. Po kraju je dobilo ime Šmartinsko jezero.

## Prebivalstvo
Etnična sestava 1991:
- Slovenci: 255 (98,1 %)
- Hrvati: 1
- Neznano: 4 (1,5 %)